# Лауразија
Лауразија је назив северног мезозојског суперконтинента насталог цепањем Пангее у време тријаса, када је започело и стварање и обликовање Атлантског океана. Ова тектонска активност је такође резултирала пермско-тријаским изумирањем. Лауразија је била изграђена из будућих континената Северне Америке, Европе и већег дела Азије. Јединство овог копна узроковало је и јединство флоре и фауне данашњих континената, које се често уједињују у биогеографско царство Холарктик.
Њено постојање је утврдио јужноафрички геолог, Александар Ди Тот у његовој књизи под називом „Наши лутајући континенти” из 1937. године. У овој књизи је реформулисана теорија о кретању континената, коју је представио немачки метеоролог Алфред Вегенер. Он је тврдио да постоји један супер континент Пангеа, док је Ди Тот сматрао да су постојале две такве велике копнене масе: Лауразија на северу и Гондвана на југу, које су раздвојене океаном Тетис.